# Cirrisalarias
Cirrisalarias is een monotypisch geslacht van straalvinnige vissen uit de familie van naakte slijmvissen (Blenniidae).

## Soort
- Cirrisalarias bunares Springer, 1976